# Phil Brown
Philip Brown, mais conhecido como Phil Brown, (South Shields, 30 de Maio de 1959) é um treinador e ex-futebolista inglês. Atualmente, dirige o Preston North End.
Eleito o melhor treinador do mês de setembro da Premier League em 2008, enquanto comandava o Hull City, foi anunciado como novo treinador do Preston North End em 6 de janeiro de 2011, após alguns meses desempregado, desde sua demissão do Hull.